# Ephyrina benedicti
Ephyrina benedicti är en kräftdjursart som beskrevs av Sidney Irving Smith 1885. Ephyrina benedicti ingår i släktet Ephyrina och familjen Oplophoridae. Inga underarter finns listade i Catalogue of Life.